# Réseau de télémesure, suivi et commande de l'ISRO

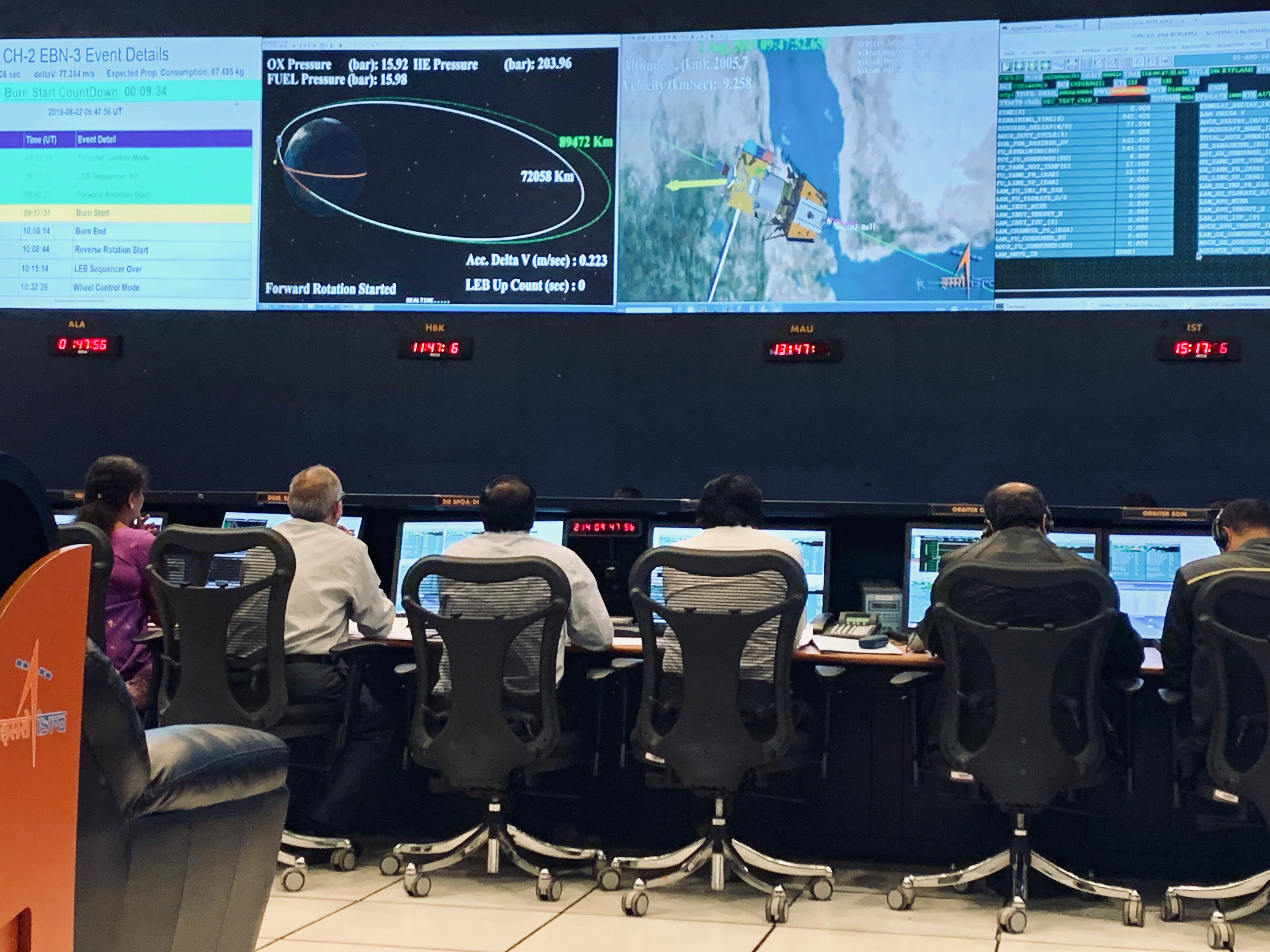
Une vue du complexe d'opérations de mission - 1 (MOX-1) à ISTRAC, Peenya avant le début de la quatrième combustion de montée en orbite pour Chandrayaan-2

L'Organisation indienne pour la recherche spatiale (ISRO) a mis en place au fil des années un large réseau mondial de stations au sol de télémesure, suivi et commande (Telemetry, Tracking and Command - TTC en anglais) pour les satellites et les lancements spatiaux. Ces équipements sont regroupés dans le réseau de télémesure, suivi et commande de l'ISRO (ISRO Telemetry, Tracking and Command Network - ISTRAC) dont le siège est situé à Bangalore, en Inde.

## Missions
Les missions de l'ISTRAC sont notamment :[réf. nécessaire]
- Le suivi, l'acquisition de données, l'analyse de santé, le contrôle d'orbite et la coordination du réseau au sol pour tous les satellites de l’ISRO en orbite terrestre basse tout au long de leur mission.
- La télémesure pour les missions de lancement spatial de l'ISRO.
- La coordination entre les vaisseaux et les équipes chargées de leur lancement.

## Les stations au sol
Les stations au sol de l'ISTRAC sont situées dans les lieux suivants :

### Inde
- Hyderabad
- Bangalore
- Lucknow
- Port Blair
- Sriharikota
- Thiruvananthapuram

### International
- Port-Louis, Ile Maurice
- Bearslake, Russie
- Biak, Indonésie
- Brunei
- Svalbard, Norvège
- Troll, Antarctique[2]
- Vietnam[3],[4]
- Lac Gatun, Panama[5],[6]